# Вторая битва за Брегу
Вторая битва за Брегу — сражение в ходе ливийской гражданской войны. 10 дней до этого, противники Каддафи отбили попытки лоялистов взять город 2 марта 2011 года, во время первой битвы за Брегу. После этого боя, повстанческие войска двинулись по ливийскому прибрежному шоссе, заняв города Рас-Лануф и Бин-Джавад. Однако после битвы за Бин-Джавад и битвы за Рас-Лануф, правительственные войска отбили все территории, потерянные ранее и снова подошли к Бреге в середине марта.

## Битва
13 марта силы правительства, наступавшие из Рас-Лануфа, ворвались Брегу, в эту ночь сообщалось, что идут бои, и повстанцы зацепились за часть территории города. Сообщалось, что повстанцы перегруппировались и вновь вошли город, завязав тяжелые бои, после чего правительственные войска отступили к аэропорту Бреги. Тем не менее, через несколько часов было заявлено, что лоялисты оттеснили повстанческие войска из города Адж-Оджейла, в 20 километрах к востоку от Бреги.
К утру 14 марта силы повстанцев удерживали жилой район, а лоялисты нефтяные объекты.
15 марта силы повстанцев отступили из Бреги и стали отходить к Адждабии. Адждабия через некоторое сама подверглась атаке лоялистов, которая ознаменовала начало битвы за Адждабию.

## Последствия
26 марта после того как лоялисты отступили от Адждабии и стали дальше отступать по побережью, силы повстанцев заняли Брегу. Через несколько дней лоялисты вновь вернулись для того, чтобы отбить город, завязав новое сражение с силами повстанцев.